# AT&T Champions Classic
Het AT&T Champions Classic was een jaarlijks golftoernooi in de Verenigde Staten dat deel uitmaakte van de Champions Tour. Het vond telkens plaats op de Valencia Country Club in Valencia in Californië.
Het toernooi werd gespeeld in een strokeplay-formule met drie ronden en er was geen cut.

## Geschiedenis
In 1990 werd het toernooi opgericht als de Security Pacific Senior Classic. De eerste editie werd gewonnen door de Amerikaan Mike Hill. AT&T werd in 2006 de hoofdsponsor van het toernooi. De laatste editie vond plaats in 2009.

## Winnaars
Security Pacific Senior Classic
- 1990:  Mike Hill
- 1991:  John Brodie

Ralphs Senior Classic
- 1992:  Raymond Floyd
- 1993:  Dale Douglass
- 1994:  Jack Kiefer
- 1995:  John Bland
- 1996:  Gil Morgan
- 1997:  Gil Morgan

Pacific Bell Senior Classic
- 1998:  Joe Inman
- 1999:  Joe Inman

SBC Senior Classic
- 2000:  Joe Inman
- 2001:  Jim Colbert
- 2002:  Tom Kite

SBC Classic
- 2003:  Tom Purtzer
- 2004:  Gil Morgan
- 2005:  Des Smyth

AT&T Classic
- 2006:  Tom Kite

AT&T Champions Classic
- 2007:  Tom Purtzer
- 2008:  Denis Watson
- 2009:  Dan Forsman

AT&T Canada Senior Open Championship ·
AT&T Champions Classic ·
Atlantic City Senior International ·
Bank of America Championship ·
Bank One Classic ·
Bank One Senior Championship ·
Boeing Championship at Sandestin ·
Boone Valley Classic ·
Cap Cana Championship ·
Champions Classic ·
Columbus Southern Open ·
Comfort Classic ·
Commerce Bank Championship ·
Constellation Energy Classic ·
Crestar Classic ·
Dallas Reunion Pro-Am ·
Daytona Beach Seniors Golf Classic ·
Denver Champions of Golf ·
Doug Sanders Celebrity Classic ·
Eureka Federal Savings Classic ·
Fairfield Barnett Space Coast Classic ·
Farmers Charity Classic ·
FHP Health Care Classic ·
Gatlin Brothers Southwest Senior Classic ·
Ginn Championship at Hammock Beach ·
Gold Rush Classic ·
Greater Hickory Classic at Rock Barn ·
Greater Kansas City Golf Classic ·
Greenbrier American Express Championship ·
GTE Northwest Classic ·
Gulfstream Aerospace Invitational ·
Hall of Fame Tournament ·
Home Depot Invitational ·
Instinet Classic ·
Johnny Mathis Seniors Classic ·
Ko Olina Senior Invitational ·
Kroger Classic ·
Las Vegas Senior Classic ·
LiquidGolf.com Invitational ·
MasterCard Classic ·
Michelob Senior Classic ·
MONY Arizona Classic ·
MONY Syracuse Senior Classic ·
Music City Championship at Gaylord Opryland ·
Napa Valley Championship ·
Nationwide Championship ·
Newport Cup ·
NFL Golf Classic ·
NYNEX Commemorative ·
Pepsi Senior Challenge ·
Pittsburgh Senior Classic ·
Puerto Vallarta Blue Agave Golf Classic ·
Quadel Seniors Classic ·
Regions Charity Classic ·
RJR Championship ·
Roy Clark/Skoal Bandit Senior Challenge ·
Royal Caribbean Golf Classic ·
SBC Senior Open ·
Seiko-Tucson Senior Match Play Championship ·
Seniors International Golf Championship ·
Shearson-Lehman Brothers Senior Classic ·
Siebel Classic in Silicon Valley ·
Songdo IBD Championship ·
Sunwest Bank Charley Pride Senior Golf Classic ·
Treasure Coast Classic ·
Triton Financial Classic ·
Turtle Bay Championship ·
Uniting Fore Care Classic